# إل ألفا
إيمانويل هيريرا باتيستا (من مواليد 18 ديسمبر 1990)، المعروف باسم إل ألفا إل خيفي ، أو ببساطة باسم إل ألفا ، هو مغني راب دومينيكي. ولد باتيستا في باجوس دي هينا، سانتو دومينغو. اشتهر بصوته الحسي وتصفيفة شعره الأفرو التي قادته إلى الشعبية في أوائل عام 2010 من خلال أغاني مثل «طرزان» و «كوشي بومبا» و «موفيت جيفي». واصل تكوين علاقات جيدة مع العديد من الفنانين من بورتوريكو، مثل نيكي جام وفاروكو ومايك تاورز وغيرهم. نتج عن ذلك أكبر تعاون في تاريخ dembow ، بقيادة El Alfa ، عندما أصدر "Suave (Remix)" في ديسمبر 2018 جنبًا إلى جنب مع تشينشو كورليوني وبراينت مايرز وميكي وودز وجون زد ونوريل.
مع أكثر من 15500000 مستمع شهريًا لموسيقاه على سبوتيفاي والمرتبة 164 في العالم،  يعتبر إلى ألفا رائد في نوع الديمبو الدومينيكي. 